# Чарна-Домбрувка (гмина)
Чарна-Домбрувка (пол. Czarna Dąbrówka) — сельская гмина (волость) в Польше, входит как административная единица в Бытувский повет, Поморское воеводство. Население — 5647 человек (на 2004 год).

## Демография
| Перепись                       | Всего   | Всего | Женщины | Женщины | Мужчины | Мужчины |
| ------------------------------ | ------- | ----- | ------- | ------- | ------- | ------- |
| Единицы                        | человек | %     | человек | %       | человек | %       |
| Население                      | 5647    | 100   | 2809    | 49,7    | 2838    | 50,3    |
| Плотность населения (чел./км²) | 18,9    | 18,9  | 9,4     | 9,4     | 9,5     | 9,5     |

## Соседние гмины
1. Гмина Божитухом
2. Гмина Бытув
3. Гмина Цевице
4. Гмина Дембница-Кашубска
5. Гмина Пархово
6. Гмина Потенгово
7. Гмина Сераковице